# Collinsia holmi
Collinsia holmi là một loài nhện trong họ Linyphiidae.
Loài này thuộc chi Collinsia. Collinsia holmi được Kirill Yuryevich Eskov miêu tả năm 1990.